# Snake (fiume Yukon)
Lo Snake  è un fiume del Canada della lunghezza di 277 chilometri. Nasce in Yukon nei pressi del Mount Macdonald, poi scorre verso nord ed infine confluisce nel fiume Peel.